# وولکا پلبانسکا (استان اشوی‌داشکسیه)
وولکا پلبانسکا (به لهستانی: Wólka Plebańska) یک منطقهٔ مسکونی در لهستان است که در گمینا ستانپورکوو واقع شده‌است. وولکا پلبانسکا ۵۰۰ نفر جمعیت دارد.